# Lode Van Outrive
Lode Van Outrive (Antwerpen, 18 januari 1932 - Herent, 22 augustus 2009) was een Belgisch professor van de faculteit Rechten (Criminologie) aan de Katholieke Universiteit Leuven. Tevens was hij actief als politicus voor de SP en later het CAP.

## Biografie
Lode Van Outrive was doctor in de politieke en sociale wetenschappen en doctor in de rechten.
Aan de K.U. Leuven maakte hij naam aan de afdeling criminologie, voornamelijk op de domeinen strafrecht en strafvordering.  Hij doceerde er van 1960 tot 1997. Van Outrive nam gedurende zes jaar deel aan een onderzoek in de Centrale Gevangenis te Leuven en deed onderzoek naar het functioneren van het politiewezen in België.
Van Outrive zetelde van 1989 tot 1994 voor de toenmalige SP in het Europees Parlement. Hier hield hij zich voornamelijk bezig met sociale en juridische zaken en met publieke vrijheden zoals immigratie, asiel, politiesamenwerking en mensenrechten. Daar hij regelmatig in botsing kwam met de toenmalige top van de SP, die volgens hem te veel naar het centrum was verschoven, trok hij zich voor lange tijd terug uit de actieve politiek.
Hij was ook een tijdlang voorzitter van de Liga voor Mensenrechten en van het 'Verbond voor Welzijswerk' van Caritas Catholica.
In 2002 kreeg hij de Francqui-Leerstoel in de ULB aangeboden. Hier doceerde hij over de hervorming van de Belgische politie. In 2005 publiceerde hij hierover La nouvelle police belge - Désorganisation et improvisation. Het boek handelde over zijn onderzoek naar het gevangenissysteem, strafrechtsbedeling en politiesysteem.
In 2005 voerde Van Outrive, samen met Jef Sleeckx en Georges Debunne, campagne voor een Vlaams referendum over het ontwerp voor een Europese Grondwet. Ze slaagden er toen in om 15.000 handtekeningen te verzamelen, waardoor een hoorzitting werd afgedwongen in het Vlaams Parlement. Het was Jef Sleeckx die de bevoegde commissie toesprak.
Lode Van Outrive, Jef Sleeckx en Georges Debunne verzetten zich datzelfde jaar ook tegen het door de paarse regering Verhofstadt II doorgevoerde Generatiepact. Zij besloten toen dat er nood was aan een nieuwe linkse beweging, wat eindelijk zou culmineren in de oprichting van het Comité voor een Andere Politiek (CAP), die in juni 2007 voor het eerst deelnam aan de federale verkiezingen in België.
Daarnaast was hij redactielid van de De Sociologische Gids, Panopticon en was hij medestichter en redacteur van het internationale tijdschrift Déviance et Société. Ten slotte was hij tot aan zijn dood voorzitter van het Wijkgezondheidscentrum 'De Ridderbuurt' te Leuven.
Lode Van Outrive overleed op 22 augustus 2009 te Winksele, thuis, aan de gevolgen van kanker.